# Colette Neuville
Pour les articles homonymes, voir Neuville.
Colette Neuville, née le 21 janvier 1937 à Coutances (Manche), est une juriste et économiste française. Elle s'est fait connaître par son action en faveur des actionnaires minoritaires.

## Biographie
Née Colette Wacongne, d'un père fonctionnaire et d'une mère au foyer, elle étudie à la faculté de droit de Caen puis à Sciences Po. Diplômée de l'institut d'études politiques de Paris et titulaire de deux DES (diplômes d'études supérieures), d'économie publique et de sciences économiques. Elle commence sa carrière (1959-1969) en tant qu'économiste d'entreprise chez Kléber-Colombes. Puis en 1969, elle arrête ses activités professionnelles pour suivre son mari.   
Lors de la faillite de l'agent de change Tuffier, elle perd ses économies. Elle se bat pendant un an pour les récupérer. Pour cela, elle fonde et préside l'ADAM, l'Association de défense des actionnaires minoritaires, en 1991. Ainsi elle obtient que tous les clients de Tuffier soient indemnisés à 100 %.  
Lors de l'opération de Pinault sur le Printemps en 1991, l'ADAM contribue à faire évoluer la loi sur les offres publiques d'achat (OPA) : elles doivent dorénavant porter obligatoirement sur 100 % du capital contre 66 % auparavant,.  
Elle devient, entre 1995 et 2000 administratrice au conseil de surveillance de Paribas en tant que représentante des actionnaires particuliers,. Elle y trouve son pouvoir limité et regrette qu'elle ne puisse y évoquer le détail d'opérations, mais que les grosses masses des comptes à l'ordre du jour.   
Colette Neuville a joué un rôle très actif dans l'affaire EADS, où elle a dénoncé les défauts d'information qui ont porté le cours de la société jusqu'à 34 euros en mars 2006 avant de revenir deux ans après sous les 14 euros. Elle a souligné le rôle particulier joué par certains analystes financiers de la banque Morgan Stanley, qui a par ailleurs reçu des émoluments en tant que conseillère du groupe EADS[réf. nécessaire].
L'association a eu pour avocats successifs Georges Berlioz et Dominique Schmidt. 
En 2016 elle est choisie par Vincent Bolloré pour faire partie du comité d'éthique de Canal +.
Malgré ses nombreux échecs, ou grâce à ses non moins nombreux succès, elle a entraîné en France un développement de la défense des actionnaires minoritaires, encore inconnu dans les années 1980.
Elle est mariée et mère de cinq enfants.